# Synthliboramphus hypoleucus
Synthliboramphus hypoleucus là một loài chim trong họ Alcidae.